# Jan Berger junior
Jan Berger (* 18. August 1976 in Prag) ist ein tschechisch-schweizerischer ehemaligerFussballspieler.

## Vereinskarriere
Jan Berger junior begann mit dem Fussballspielen bei Sparta Prag. Als sein Vater Jan Berger senior Ende der 1980er Jahre mit seiner Familie in die Schweiz ging, spielte sein Sohn Jan fortan beim Grasshopper Club Zürich.
1994 schaffte der talentierte Mittelfeldspieler den Sprung in die Profimannschaft, kam in drei Jahren aber nur auf 16 Einsätze. Es folgte ein Jahr beim FC Basel, eine Spielzeit beim FC Aarau, ein Halbjahr bei AC Bellinzona und ein weiteres beim FC Baden. Von 2000 bis 2003 spielte der Linksfuss für den FC St. Gallen.
Im Sommer 2003 interessierte sich der tschechische Erstligist Chmel Blšany für Berger, der schliesslich beim Ligakonkurrenten Marila Příbram unterschrieb. In der Gambrinus Liga konnte sich der verletzungsanfällige Berger jedoch nicht durchsetzen und absolvierte nur zwei Spiele für Příbram.
Im Januar 2004 kehrte er in die Schweiz zurück und spielte für den FC Sion. Zur Saison 2004/05 stand er nur noch im Kader der zweiten Mannschaft in der 2. Liga interregional. Im Laufe der Saison wurde er an den FC Lausanne-Sport ausgeliehen und kehrte anschliessend nach Sion zurück, nur um erneut im U21-Team eingesetzt zu werden. Im Herbst 2006 spielte Berger für den FC Bulle, 2007 war er kurzzeitig an CS Chênois in der 2. Liga interregional ausgeliehen.
Im August 2007 ging Berger zum zweiten Mal in seiner Karriere nach Tschechien und schloss sich dem Zweitligisten Fotbal Třinec an, bei dem der Mittelfeldspieler eine Schlüsselposition einnahm. In 25 Spielen schoss Berger drei Tore. Im Juli 2008 wechselte Berger zum 1. FC Slovácko. Sein Vertrag wurde im Dezember 2008 aufgelöst.
Im Sommer 2009 wechselte er zum indischen Erstligisten East Bengal Club. Seit 2010 steht Berger beim FC Gossau unter Vertrag.

## Sonstiges
Neben seinem Vater Jan sind auch sein Bruder Tomáš Berger und sein Cousin Patrik Berger Profifussballer.